# Coahuilotes, Tlatlaya
Coahuilotes är en ort i Mexiko.   Den ligger i kommunen Tlatlaya och delstaten Mexiko, i den södra delen av landet, 160 km sydväst om huvudstaden Mexico City. Coahuilotes ligger 827 meter över havet och antalet invånare är 113.
Terrängen runt Coahuilotes är huvudsakligen kuperad, men västerut är den bergig. Runt Coahuilotes är det ganska glesbefolkat, med 47 invånare per kvadratkilometer. Närmaste större samhälle är Santa Ana Zicatecoyan, 9,9 km nordost om Coahuilotes. I omgivningarna runt Coahuilotes växer huvudsakligen savannskog.